# Scheidewege
Scheidewege – Jahresschrift für skeptisches Denken ist eine deutsche Publikumszeitschrift mit jährlicher Erscheinungsweise. Sie wird von der Max Himmelheber-Stiftung in Verbindung mit Walter Sauer und Frédéric Holzwarth herausgegeben und erscheint im S. Hirzel Verlag. Die Zeitschrift behandelt kontroverse ökologische, medizinische, psychologische und kultur- und zeithistorische Fragestellungen. Sie galt bzw. gilt als „wichtigstes Forum für konservatives, technikkritisches, ökologisches und fortschrittskeptisches Denken“.
Scheidewege wurde von Friedrich Georg Jünger, Max Himmelheber und dem Philosophen Franz Vonessen gegründet und erschien 2020 im 50. Jahrgang. Sie beschäftigte sich in den 1970er Jahren als eine der ersten mit dem Konzept der ökologischen Nachhaltigkeit. Damaliger Mitherausgeber war Jürgen Dahl, weitere Autoren waren bzw. sind unter anderen Erwin Chargaff, Rüdiger Görner, Hartmut von Hentig, Hans Jonas, Ernst Jünger und Barbara von Wulffen. 
Nach Himmelhebers Tod wurde Scheidewege zunächst von der Max-Himmelheber-Stiftung im Stuttgarter Hirzel Verlag unter der Schriftleitung von Walter Sauer herausgegeben. Seit 2021 wird die Zeitschrift in einer neuen Edition von Jean-Pierre Wils herausgegeben.